# Les Zooriginaux
Les Zooriginaux (nota in tutto il mondo come Wild Instinct) è una serie animata prodotta da Procidis e composta da 52 episodi dalla durata di 13 minuti.
Distribuita a partire dal 2001, è stata trasmessa in Francia, Belgio, Germania, Italia e Regno Unito.

## Trama
La serie ruota attorno ad un gruppo di animali residenti allo zoo chiamato Les Zooriginaux, i quali conducono una vita tranquilla quando non sono osservati dagli umani.